# Harem (okrug)
Okrug Harem (ar. منطقة حارم) je okrug u sirijskoj pokrajini Idlib. Po popisu iz 2004. (prije rata), distrikt je imao 175.482 stanovnika. Administrativno sjedište je u naselju Harem.

## Nahije
Okrug je podijeljen u nahije (broj stanovnika se odnosi na popis iz 2004.):
- Harem (ناحية حارم): 12.894 stanovnika.[2]
- Al-Dana (ناحية الدانا): 60.058 stanovnika.[3]
- Salqin (ناحية سلقين): 47.939 stanovnika.[4]
- Kafr Takharim (ناحية كفر تخاريم): 14.772 stanovnika.[5]
- Qurqania (ناحية قورقينا): 12.552 stanovnika.[6]
- Armanaz (ناحية أرمناز): 27.267 stanovnika.[7]